# Wuchang
Wuchang (en chino tradicional, 武昌區; en chino simplificado, 武昌区; pinyin, Wǔchāng Qū) era una de las tres ciudades que se fusionaron para formar la actual Wuhan, capital de la provincia de Hubei, China. Se sitúa en la orilla derecha (sureste) del Río Yangtsé, frente a la desembocadura del Río Han. Las dos otras ciudades, Hanyang y Hankou, estaban en la orilla izquierda (noroeste), separadas entre sí por el Río Han. 
El pez de Wuchang (Megalobrama amblycephala; 武昌鱼 Wǔchāng yú) se llama así en honor a esta ciudad.
El nombre "Wuchang" se mantiene en el uso coloquial para la parte del área urbana de Wuhan al sur del Río Yangtsé. Sin embargo, está dividida administrativamente entre varios distritos de la Ciudad de Wuhan. El centro histórico de Wuchang está dentro del moderno Distrito de Wuchang, que tiene una superficie de 82,4 km² y una población de 1 003 400 habitantes. Otras partes de lo que es conocido coloquialmente como Wuchang están en el Distrito de Hongshan (sur y sureste) y el Distrito de Qingshan (noreste).

## Historia

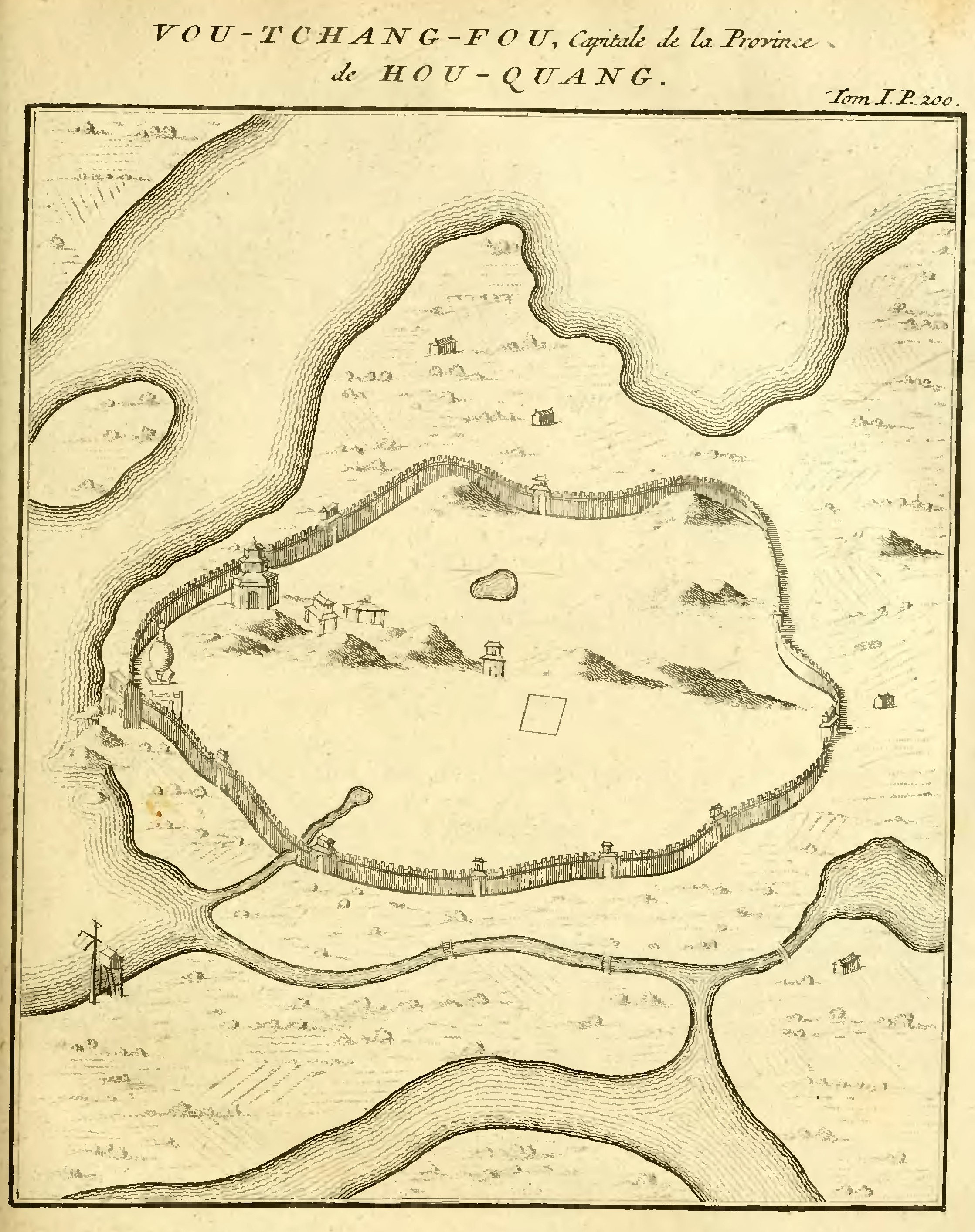
Un mapa francés de Wuchang a comienzos del siglo XVIII

### El antiguo condado de Wuchang
En 221, el caudillo Sun Quan trasladó la capital del reino Wu del condado de Gong'an, Jingzhou (al noroeste del actual condado de Gong'an, en Hubei) al condado de È (actualmente Ciudad de Ezhou), y cambió el nombre de È a Wuchang (literalmente prosperando de los militares, refiriéndose al papel logístico de base militar establecido antes de la Batalla de los Acantilados Rojos). Más tarde, en el mismo año, Cao Pi se proclamó emperador de Cao Wei. Sun Quan declaró la independencia el año siguiente, y comenzó a construir fortalezas y palacios en Wuchang. Sun Quan se proclamó emperador de Wu en 229, y traslladó la capital a Jianye. Sun Hao, emperador de Wu entre 264 y 280, trasladó de nuevo la capital a Wuchang en 265. En 589, se abolió la comandería de Wuchang y el condado de Wuchang se transfirió a una nueva comandería llamada Ezhou (con sede en el actual Distrito de Wuchang).

### La actual ciudad de Wuchang

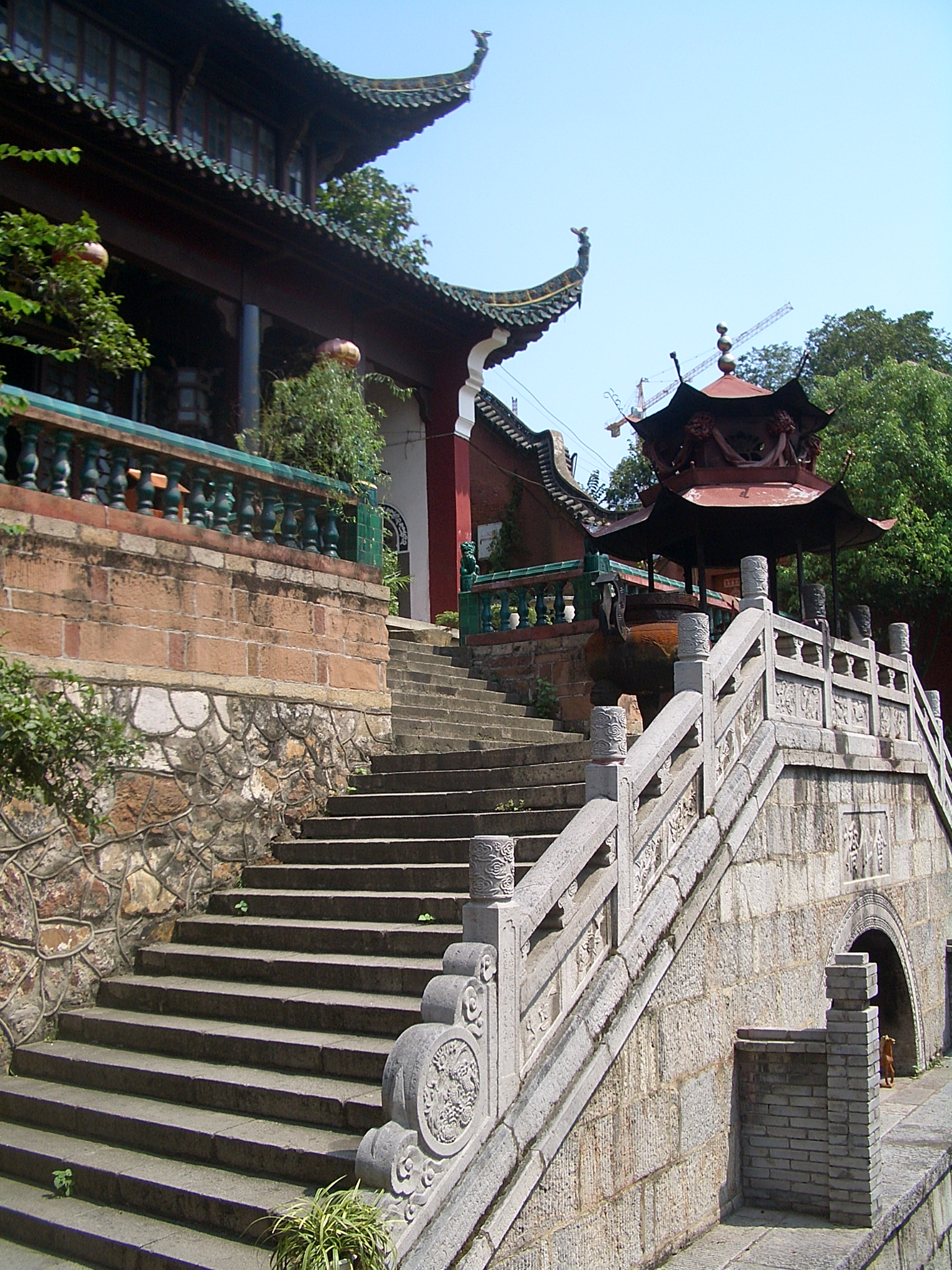
El templo taoísta de Changchun en Wuchang

La comandería de Wuchang se estableció cuando È fue renombrado Wuchang, e incluía seis condados. En 223 la comandería se renombró Jiangxia, y su capital se trasladó a Xiakou (en la actualidad Wuchang). El nombre de la ciudad se cambió entre Wuchang y Jiangxia varias veces en las décadas siguientes. Después de 1301, la prefectura de Wuchang, con sede en la ciudad, se convirtió en capital de la provincia de Hubei.
Al final del Imperio Qing, la prefectura de Wuchang era capital de la provincia combinada de Hubei y Hunan, llamadas las 'dos Hu' o Huguang. Era la sede del gobierno provincial de Huguang, a cuya cabeza estaba un virrey. Junto con Nankín y Guangzhou, era uno de los virreinatos más importantes del imperio.
Poseía un arsenal y una casa de moneda. El gobierno provincial estableció fundiciones para la fabricación de raíles y otros materiales de ferrocarril. Como estas industrias no estaban bajo la administración oficial, fueron transferidos al director general de ferrocarriles. Wuchang no estaba abierta al comercio y residencia extranjeros, pero en la ciudad vivían un número considerable de misioneros, tanto católicos como protestantes. En el año 1911, la población nativa se estimó en 800 000 habitantes, incluyendo las ciudades en ambas orillas. En aquel momento, Wuchang era un importante cruce en el ferrocarril de Pekín a Guangzhou; y estaba en la ruta del ferrocarril de Sichuan.
El 10 de octubre de 1911 estalló una revuelta contra la Dinastía Qing en Wuchang. Este suceso, llamado ahora Levantamiento de Wuchang y celebrado como Día Nacional de la República de China, fue el catalizador que inició la Revolución de Xinhai, que llevó al desarrollo de la República de China.
En 1912, se abolió la prefectura de Wuchang y se creó un nuevo condado de Wuchang (justo al lado del condado de Wuchang de la ciudad de Ezhou). En 1926 se promovió Wuchang de localidad a ciudad, y se fusionó con Hankou y Hanyang para formar una nueva ciudad llamada Wuhan.
Después de 1949, la parte urbana del Condado de Wuchang fue absorbida por la nueva ciudad de Wuhan y dividida administrativamente entre los distritos de Wuchang, Qingshan y Hongshan, mientras que la parte sur, principalmente rural, mantuvo el nombre de Condado de Wuchang. En 1995, el Condado de Wuchang se convirtió en el Distrito de Jiangxia de Wuhan.